# Flatöboken

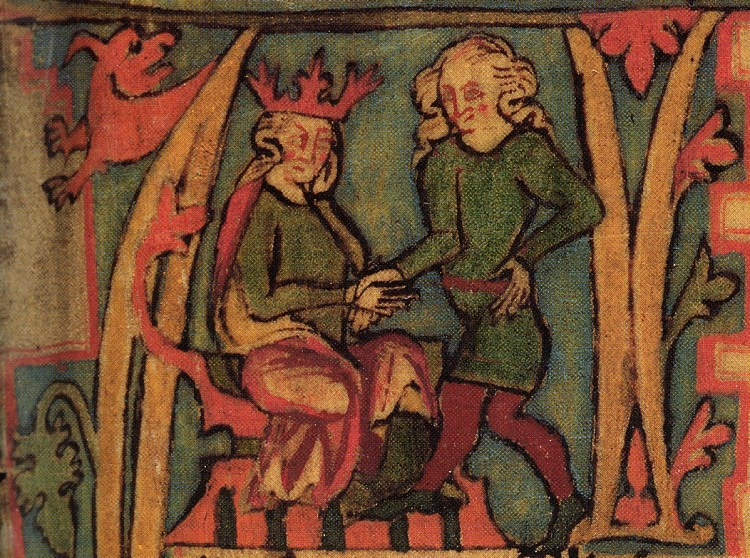
Harald Hårfager mottar kungariket ur sin fars hand. Bild ur Flatöboken.

Flatöboken (isländska Flateyjarbók) är en isländsk skrift från omkring 1387 - 1394 med ett tillägg i slutet av 1400-talet.
Namnet kommer från att den ursprungliga storbondesläkten bodde på Flatö vid Islands västkust. Boken skänktes 1657 av den isländske biskopen Brynjólfur Sveinsson till Danmarks kung Fredrik III, och översändes år 1662 till Köpenhamns kungliga bibliotek. Flatöboken återfördes 1971 till sitt hemland och finns nu på Universitetsbiblioteket i Reykjavik.
Den innehåller huvudsakligen berättelser om Olav Tryggvasons, Olav den heliges, Sverre Sigurdssons och Håkon Håkonssons sagor, annaler med mera, vartill sedan fogats Magnus den godes och Harald Hårdrådes sagor.
Samtliga islänningasagor framförs väldigt beskrivande och i konungasagorna finns även andra berättelser infogade, så kallade tåtar (þættir), vilka inte bara handlar om Norges historia utan även om Islands, Orkneyöarnas, Färöarnas, och så vidare.